# Giovanni di Ser Giovanni

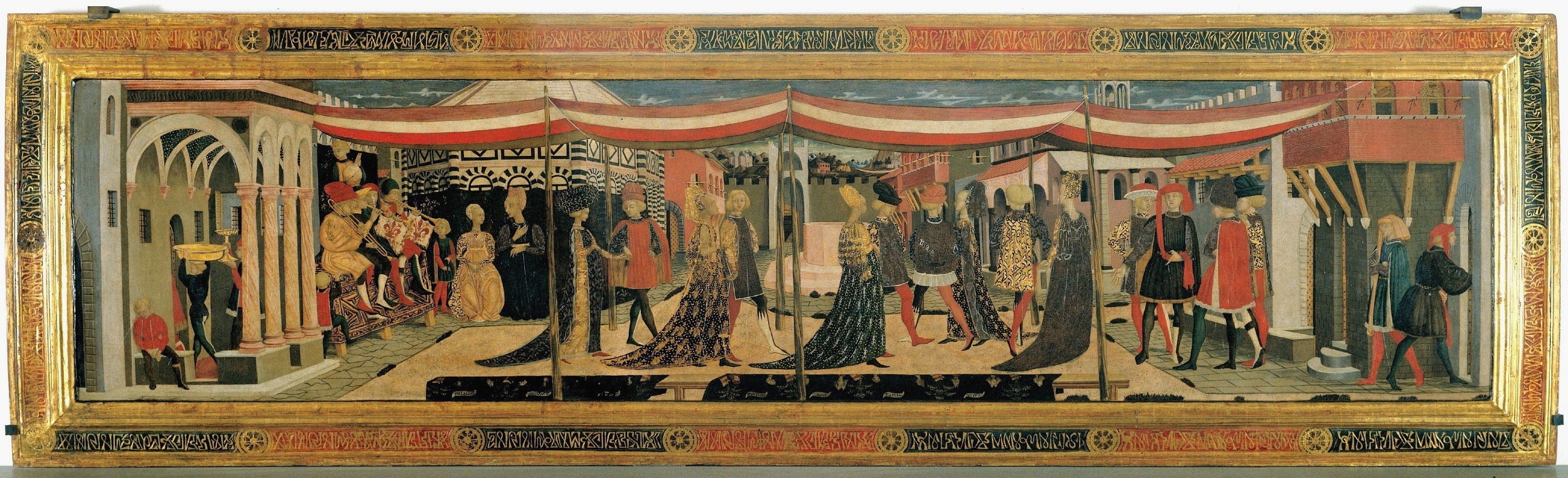
Panell anomenat Cassone Adimari, actualment a la Galeria de l'Acadèmia de Florència

Les set Arts Liberals de Giovanni di Ser Giovanni

Giovanni di Ser Giovanni, anomenat Lo Scheggia, o simplement Scheggia, és a dir  "l'estella" (San Giovanni in Altura, avui San Giovanni Valdarno, Arezzo, 1406 - 1486), va ser un pintor italià del Quattrocento, germà de Masaccio.
Nascut el 1406 a San Giovanni Valdarno, es va traslladar amb la seva família a Florència el 1417. Entre 1420 i 1421 entra al servei del pintor Bicci di Lorenzo, un artista florentí de relativa importància durant la primera meitat del Quattrocento, potser com a ajudant de taller.
L'any 1426 és documentada la seva estança a Pisa com a administrador del seu germà Masaccio, herència de qui va rebutjar després de la mort d'aquest en 1428. Se sap  que en 1429 ja tenia el seu propi taller de pintura al barri florentí de Sant'Apollinare.
El 1430 es registra com a orfebre i ebenista al gremi de Sant Lluc (que amb el temps es convertiria en l'Acadèmia de Belles Arts de Florència); més tard també s'inscriuria en el corresponent gremi com metge i expert en herbes i plantes medicinals.
Entre 1436 i 1440 participa en la decoració de la sagristia de la Catedral de Florència. En aquesta època atenia demandes particulars fabricant, sobretot, mobiliari artístic, mentre que per a l'Església va pintar retaules i frescos, un dels quals conserva la seva signatura: es tracta d'«El Martiri de Sant Llorenç», ubicat a l'església de Sant Llorenç a la seva localitat natal, San Giovanni Valdarno.
El 1449, amb motiu de les celebracions pel naixement de Llorenç el Magnífic, elabora la safata de fusta tallada i policromada destinada a portar el menjar del nadó, amb el tema d'El triomf de la fama, que es conserva al Museu Metropolità d'Art de Nova York.
Scheggiava morir l'any 1486 i va ser enterrat a la Basílica de la Santa Creu de Florència.

## Obra
De les seves obres, destaquen, entre d'altres, una Mare de Déu amb nen(1440-1450) destinada originalment a l'església de Sant Llorenç a San Giovanni Valdarno, una pintura al tremp sobre taula amb un Cor d'Àngels músics que va formar part de la sagristia de l'ermita de Sant Llorenç.
A l'antiga abadia de Soffena es conserva una Anunciació atribuïda a aquest mestre i cal esmentar, també, el  Tauler d'Adimari, actualment a la Galeria de l'Acadèmia de Florència, amb una escena matrimonial emmarcada per un paisatge de fons en el qual és possible veure la ciutat en perspectiva, reconeixent el Baptisteri de San Giovanni, de la catedral florentina.
A Catalunya, es pot veure una obra seva, Les set Arts Liberals, al Museu Nacional d'Art de Catalunya. L'obra és una pintura al tremp sobre taula amb fons i acabats d'or, provinent del Llegat de Francesc Cambó.